# Носова хустка
Носова хустка (носова хусточка, носовичок) як модний аксесуар з'явилась в Італії в період Ренесансу з подальшим розповсюдженням у Франції, Німеччині, Іспанії. Протягом XVI—XVII століть ці хустки слугували декоративним елементом одягу. Власне гігієнічну функцію носових хустинок стали застосовувати у XVIII столітті, а в XIX столітті носовик
стає популярним, якщо не обов'язковим елементом серед широких верств населення у Європі та Америці.
Основні тканини:
- бавовна, тонка бавовна (батист);
- шовк.

Основні техніки:
- гаптована;
- вишивана;
- мальована.

Основні мотиви оформлення:
- рослинний, квітковий;
- геометричний, орнаментальний.

Слід зазначити, що в сучасній українській мові маємо вживати слово «носовичок», а не сліпо кальковане з російської «носова хустина».
З появою у ХХ сторіччі паперових носовичків інтерес до класичних носових хусток впав, тим не менш вони лишились обов'язковим елементом вечірнього, парадного вбрання, а також є виявленням хороших манер та смаку у звичайному повсякденному користуванні.

## Чоловіча хустка
Чоловіча носова хустка — один з найголовніших аксесуарів чоловічого костюму, що доповнює
Вважається, що чоловік повинен мати із собою дві хустки — одну для себе, а другу, чисту, для дами.
Правило 1. Попри те, що доволі часто в комплекті з краваткою продається також хустка, вона ніколи не має бути схожа на краватку.
Правило 2. Не використовувати хустку для будь-яких цілей, окрім декоративних. Тобто, хустка лишається в нагрудній кишені піджака. Для інших цілей доцільно мати другу хустку в кишені штанів.
Класичні методи складання чоловічої хустки:
- квадрат
- фужер
- гострий край

## Засіб для накривання речей
В поемі Гоголя «Мертві душі» в томі 2 розділі 1 Чічіков користується великими носовими хустками для покриття свого одягу й взуття.